# Багдасаров, Семён Аркадьевич
Семён Арка́дьевич Багдаса́ров (род. 20 ноября 1954, Маргилан, Ферганская область) — российский политолог, историк, эксперт по проблемам стран Ближнего Востока и Центральной Азии, директор Центра изучения стран Ближнего Востока и Центральной Азии.
Депутат Государственной думы Федерального собрания Российской Федерации V созыва, член Комитета по гражданскому, уголовному, арбитражному и процессуальному законодательству (2 декабря 2007 — 26 декабря 2011 года). Полковник в отставке.

## Биография
Родился в армянской семье в городке Маргилане в Средней Азии, в Ферганской долине.
В 1976 году окончил Ульяновское танковое училище. Член КПСС с 1977 года. Стал командиром танкового взвода в Одесском военном округе в Крыму, затем командиром роты, потом помощником начальника политотдела дивизии, затем — замполитом отдельного ракетного дивизиона.
В 1986 году окончил Военно-политическую академию, в 1988 году — курсы при Военном Краснознамённом институте (языковые курсы — язык дари).
В 1993 году за работу в отдалённых горных районах Таджикистана и Афганистана секретным Указом Президента России награждён орденом «За личное мужество» с формулировкой «за выполнение специального задания». С военной службы уволен в запас в 1995 году в звании полковника.
С 1995 года по 1996 год работал начальником Управления по сотрудничеству с Узбекистаном, Таджикистаном и Туркменистаном Министерства по делам СНГ (Минсотрудничество России). С марта по апрель 1998 года — помощник председателя коллегии Межгосударственного экономического комитета СНГ. В 1998 году — Советник Первого заместителя Председателя Правительства России (Ю. Д. Маслюкова). С октября 1999 по январь 2000 года — советник Министра по делам федерации и национальностей Российской Федерации.
С января 2000 года по июль 2001 года — Советник аппарата Комитета Государственной Думы по промышленности, строительству и наукоёмким технологиям. С сентября 2001 по декабрь 2002 года — Заместитель Губернатора, Руководитель Представительства Администрации Нижегородской области при Правительстве Российской Федерации. С июля по декабрь 2007 года — Председатель Исполнительного комитета Союза общественных объединений «За Справедливую Россию!».
2 декабря 2007 года был избран депутатом Государственной Думы ФС России пятого созыва в составе федерального списка кандидатов, выдвинутого Политической партией «Справедливая Россия: Родина/Пенсионеры/Жизнь». Член фракции «Справедливая Россия». Член Комитета ГД по гражданскому, уголовному, арбитражному и процессуальному законодательству. Председатель исполнительного комитета Союза общественных объединений «За Справедливую Россию!».
В 2008 году замечал о высокой вероятности присвоения финансовых средств России, размещенных в США. 
Будучи депутатом Государственной Думы 5-го созыва и выступая на очередном пленарном заседании по вопросу «О строительстве атомной станции в Турции», за пять лет до событий в ноябре 2015 года, предсказал риски и то, что Турция априори не может являться надёжным партнёром России.
В ноябре 2009 года вследствие непримиримого подхода депутата Багдасарова, было найдено решение вопроса о лишении российского гражданства близкого соратника экс-президента Грузии Михаила Саакашвили, бывшего министра иностранных дел Грузии Григола Вашадзе.
К 30-й годовщине ввода ограниченного контингента советских войск в Афганистан стал одним из авторов заявления в стенах Государственной думы РФ, где выступил с трибуны, заявив при этом о правильности и необходимости ввода Советских войск в Афганистан.
При рассмотрении в ГД законопроекта «О ветеранах», в целях создания условий, обеспечивающих достойную жизнь, активную деятельность, почёт и уважение в обществе, а также развития патриотического воспитания подрастающего поколения, довольно остро поставил проблемы социальной защищённости ветеранов боевых действий и участников локальных военных конфликтов.
Во внешнеполитической деятельности депутата Багдасарова также приоритетными оставались вопросы положения соотечественников, защита их прав и интересов в странах Содружества Независимых Государств (СНГ). При рассмотрении Государственной думой поправок в закон «О государственной политике РФ в отношении соотечественников за рубежом», выступил с предложением об изменении закона о поддержке соотечественников.
В своей аналитической справке «Сирия: причины конфликта, пути выхода» обосновал невозможность ухода с поста президента Сирии Башара Асада в связи со спецификой алавитской общины и с особенностью его психологического характера, а также в связи с влиянием на него так называемой «старой гвардии». Данная информация на сегодняшний день является предельно актуальной.
Имеет тесные связи с рядом религиозных деятелей и духовных лидеров, неоднократно встречался с мировым лидером исмаилитов Карим Ага-ханом IV.
С февраля 2014 года — директор Автономной некоммерческой организации «Центр изучения стран Ближнего Востока и Центральной Азии». Профессионально занимается политическим и военным анализом по острым вопросам происходящим на Ближнем Востоке и Центральной Азии.
На парламентских выборах 2016 года вошёл в одну из подмосковных партийных групп Справедливой России. В Государственную думу VII созыва избран не был.

## Награды и поощрения
- Орден «За личное мужество»[23]
- Медаль «Участнику военной операции в Сирии»[4][24]
- Юбилейная медаль «60 лет Вооружённых Сил СССР»[25]
- Юбилейная медаль «70 лет Вооружённых Сил СССР»[26]
- Медаль «За отличие в воинской службе» I степени[27]
- Юбилейная медаль «50 лет Победы в Великой Отечественной войне 1941—1945 гг.»[28]
- Нагрудный знак отличия управления УФСБ России по Москве и области[29]
- Благодарственное письмо (за подписью В. В. Путина)
- Грамота УФСБ России по Москве и Московской области (за подписью начальника Управления УФСБ РФ, от 20.08.2009)
- Медаль «За содействие органам наркоконтроля»[30]
- Медаль «За содействие органам наркоконтроля»[31]
- Благодарность от ГУ по противодействию экстремизму МВД России (за подписью начальника ГУПЭ МВД России Т. С. Валиулина)
- Благодарственное письмо (за подписью заместителя министра обороны России А. И. Антонова, № 242/275 от 06.05.2016)[4]
- Юбилейный памятный знак в честь 100-летия со дня образования органов ГБ России[4]
- Памятный нагрудный знак "За борьбу с террористами" от "Братства краповых беретов "Витязь"[4]
- Медали СССР
- Медали РФ

## Текущая[уточнить]деятельность

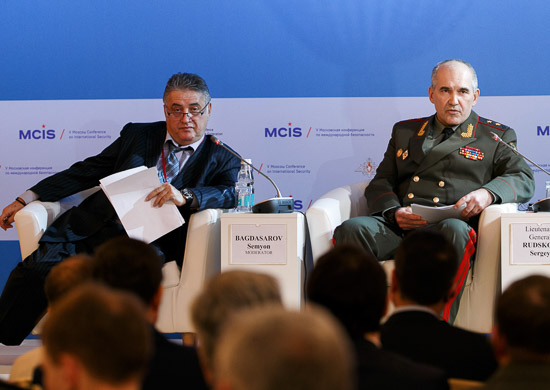
С начальником Главного оперативного управления ГШ ВС РФ Сергеем Рудским на V Московской конференции по международной безопасности. 27 апреля 2016 года

Эксперт по странам Ближнего Востока и Центральной Азии, специалист по борьбе с терроризмом, историк, политолог. Возглавляет Автономную некоммерческую организацию «Центр изучения стран Ближнего Востока и Центральной Азии». Центр зарегистрирован в установленном порядке в Министерстве юстиции Российской Федерации (учётный номер 7714055250), но при этом отчёты о деятельности организации на информационном портале Министерства юстиции отсутствуют, на что обратила внимание «Новая газета». В той же статье «Новой газеты» указано, что контакты центра по состоянию на 18.11.2015 года отсутствуют в ЕГРЮЛ, что не соответствует действительности, так как центр зарегистрирован в установленном порядке в ЕГРЮЛ 07.02.2014 и сведения об организации по состоянию на 14.01.2016 аннулированы не были. Согласно официальной биографии, политолог специализируется на борьбе с терроризмом, на проблемах ислама, Центрально-Азиатского региона и Ближнего Востока. Сам Багдасаров характеризовал себя: "военный востоковед с практическим опытом".

## Критика

### Как эксперта
Директор Института востоковедения РАН В. В. Наумкин в своей работе «Насильственные конфликты и внешнее вмешательство на Ближнем и Среднем Востоке через призму теории глубоко разделённых обществ (ТГРО)» критикует Багдасарова :

При этом в России всё ещё находятся эксперты, над которыми довлеет миф о всемогуществе и изощрённости внешнеполитической стратегии Вашингтона, умеющего будто бы манипулировать даже принятием решений в Москве. Например, аналитик Семён Багдасаров пишет о «базе США» в Ульяновске, что это «большой блеф, который организовали американцы, опираясь на непрофессионализм нашего внешнеполитического чиновничества»[22]. Непонятно, какое чиновничество имеет в виду автор: высокий профессионализм российских дипломатов-ближневосточников признают и за рубежом, а решения по таким важнейшим внешнеполитическим вопросам, как этот, вообще принимает человек, которого никак нельзя отнести к «внешнеполитическому чиновничеству».

Вряд ли конструктивно предложение этого эксперта решить мучительную для России проблему возможного возвращения домой боевиков — выходцев из России и других стран СНГ, воюющих в Сирии, Ираке, Афганистане, в том числе в составе ИГ, путём введения «жесточайшего» (видимо, с использованием пыток) визового режима «со странами Центральной Азии и Турции как перевалочной базы террористов». Естественно, такое решение затронуло бы интересы многих миллионов российских граждан, привыкших без забот, когда вздумается, выезжать на отдых на турецкие пляжи. При этом российские джихадисты в тренировках в жестокости не нуждаются: боевиков ИГ учили медленному и мучительному публичному отрезанию голов противников сами их единомышленники с Северного Кавказа. Британский журналист Роберт Фиск вспоминал, как когда-то ему показали видеоролик из Фаллуджи, на котором люди в балаклавах перерезают горло человеку. Лишь позднее журналист понял, что жертвой был наверняка русский солдат, а убийцами — чеченцы, видео же было привезено в Фаллуджу для того, чтобы «будущие мясники сопротивления могли этому поучиться»

## Санкции
19 октября 2022 года, на фоне нападения России на Украину, внесён в санкционный список Украины публичных лиц «которые публично призывают к агрессивной войне, оправдывают и признают законной вооруженную агрессию РФ против Украины, временную оккупацию территории Украины»
17 марта 2023 года внесён в санкционный список Латвии за «поддержку зверств совершенных кремлевским режимом», с запретом въезда в страну.